# Travis Knight

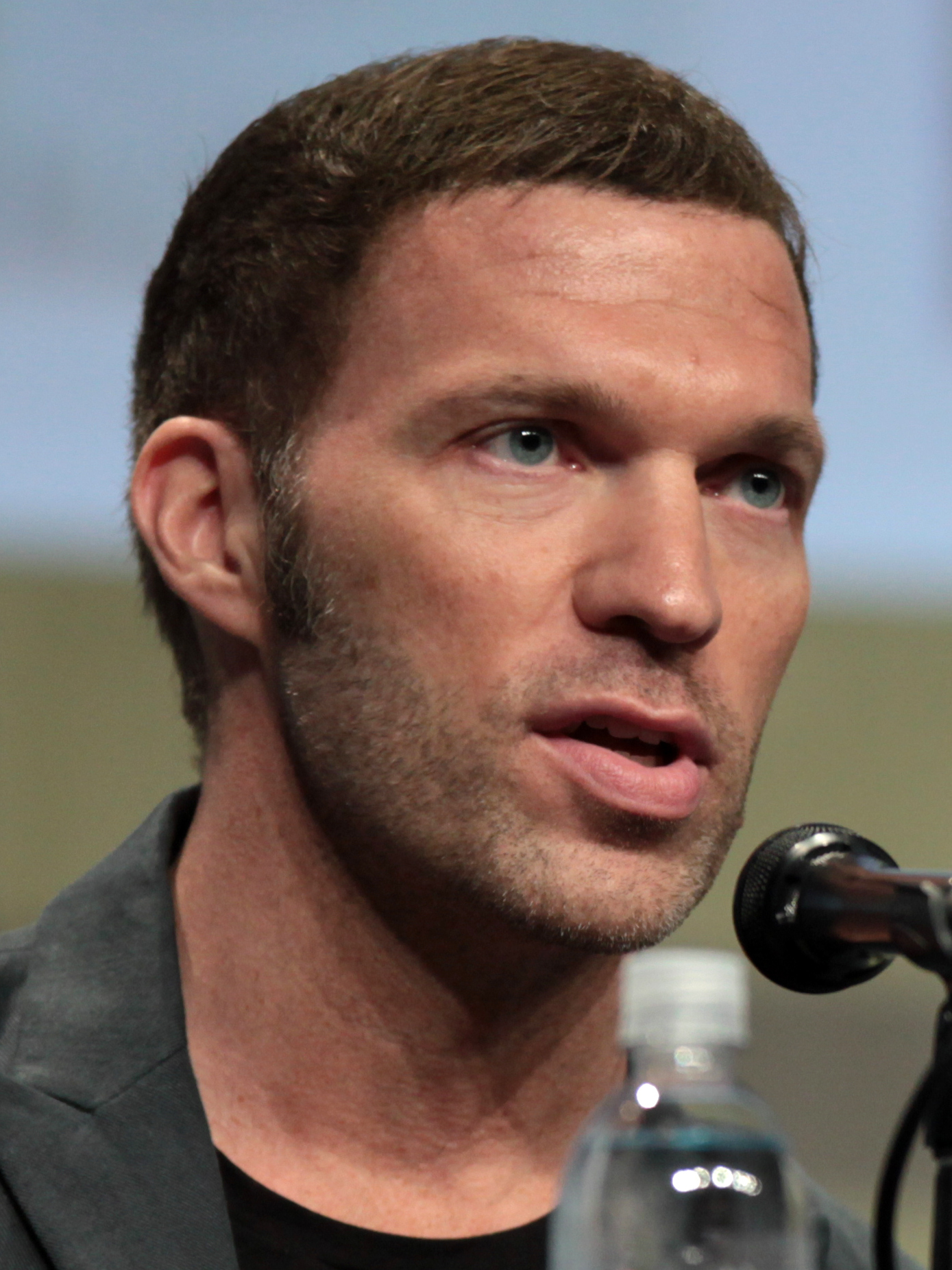
Travis Knight 2014

Travis Knight (* 1973 in Hillsboro, Oregon) ist ein US-amerikanischer Animator, Filmschaffender und ehemaliger Rapper.

## Leben
Travis Knight wuchs in Hillsboro, Oregon auf. Er ist der Sohn von Phil Knight, dem Gründer und Vorsitzenden von Nike. Sein Großvater war der Verleger William W. Knight. Er besuchte die Jesuit High School in der Nähe von Beaverton und studierte anschließend an der Portland State University.
1993 veröffentlichte Knight unter dem Pseudonym Chilly Tee das Rap-Album Get Off Mine und eine gleichnamige Single. Das Album wurde von The Bomb Squad produziert und floppte. Knight zog sich daraufhin aus dem Rap-Business zurück.
Danach wurde er Angestellter im Filmstudio von Will Venton. Er war Stop-Motion-Animator bei der Fernsehserie Hausmeister Stubbs (1999), produziert von Eddie Murphy Productions und Imagine Entertainment sowie bei Gary & Mike auf United Paramount Network. Nachdem Venton das Studio verließ und die Firma in Laika umbenannt wurde, stieg Knights Vater in die Firma ein. Dadurch stieg Travis Knight auf. Er wurde zunächst Vice President of Animation und ist seit 2009 Präsident und Chief Executive Officer des Unternehmens.
Zunächst drehte er verschiedene Werbefilme, unter anderem für die National Football League auf Fox. Er wurde dann Hauptanimator bei den Filmen Coraline (2009), dem Debütfilm von Laika, ParaNorman (2012) sowie Die Boxtrolls (2014). Für Letzteren erhielt er bei der Oscarverleihung 2015 eine Nominierung für den besten Animationsfilm. Sein Regiedebüt hatte er mit Kubo – Der tapfere Samurai, der 2016 veröffentlicht wurde.
Für seine Arbeit an ParaNorman erhielt Knight 2013 den Annie Award in der Sparte „Character Animation in a Feature Production“.

## Diskografie
- Chilly Tee: Get Off Mine (Album, MCA Records)
- Chilly Tee: Get Off Mine (Single, MCA Records)

## Filmografie (Auswahl)
- 1999–2001: Hausmeister Stubbs (The PJs) (Animator)
- 2001: Gary & Mike (Animator)
- 2002: Dia de los muertos (Kurzfilm, Animator)
- 2005: Moongirl (Kurzfilm, Animator)
- 2009: Coraline (Lead Animator)
- 2012: ParaNorman (Lead Animator, Produzent)
- 2014: Die Boxtrolls (The Boxtrolls) (Produzent)
- 2016: Kubo – Der tapfere Samurai (Kubo and the Two Strings) (Regie und Produktion)
- 2018: Bumblebee (Regie)
- 2019: Mister Link – Ein fellig verrücktes Abenteuer (Missing Link, Produktion)